# Ehretia phillipsonii
Ehretia phillipsonii är en strävbladig växtart som beskrevs av J. S. Mill. Ehretia phillipsonii ingår i släktet Ehretia och familjen strävbladiga växter. Inga underarter finns listade i Catalogue of Life.